# Stefan Hussong

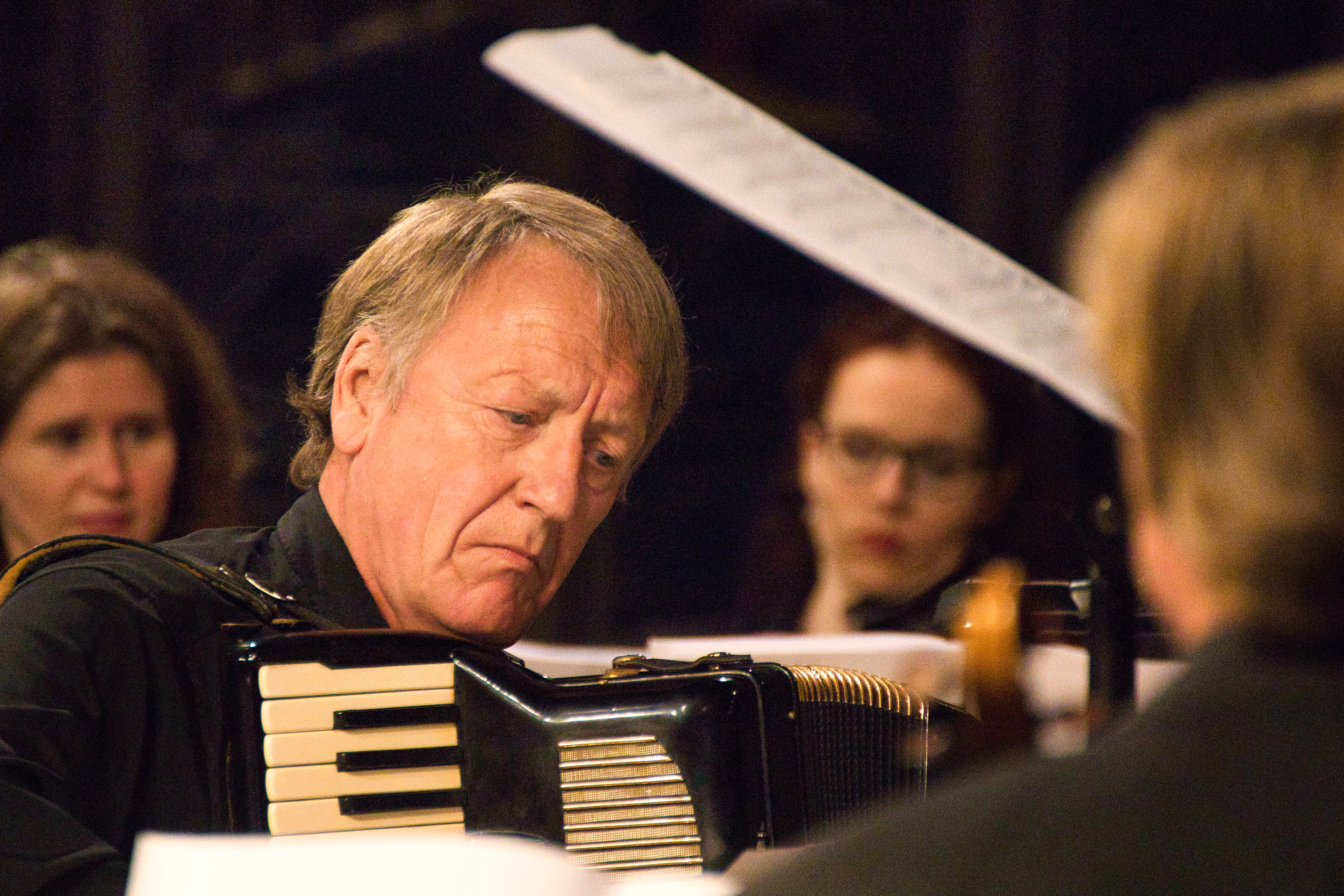
Stefan Hussong, 2022

Stefan Hussong (* 2. November 1962 in Köllerbach, Saar) ist ein deutscher Akkordeonist.

## Leben und Wirken
Hussong studierte bei Eugen Tschanun, Hugo Noth, Joseph Macerollo und Mayumi Miyata an der Hochschule für Musik Trossingen,  an den Musikhochschulen in Toronto und Tokio (Geijutsu Daigaku). 1983 war er erster Preisträger des Hugo-Herrmann-Wettbewerbes. 1987 erhielt er den ersten Preis beim International Gaudeamus Interpreters Competition für Zeitgenössische Musik. 1999 wurde ihm in der Kategorie „Bester Instrumentalist des Jahres“ der Echo Klassik, Preis der Deutschen Phono-Akademie, verliehen.
Seine Solo-CD Dream mit Werken von John Cage wurde 1999 vom Japan Record Guide als Best record of the year ausgezeichnet. Hussong hat mehr als 150 ihm gewidmete Werke uraufgeführt und über 40, viele mehrfach prämierte, CDs eingespielt. Als Kammermusiker tritt er mit Irvine Arditti, Julius Berger und Miklos Perenyi auf. Als Solist konzertiert er u. a. mit dem Orchestre de la Suisse Romande, der musikFabrik Nordrhein-Westfalen, dem Tokyo Harmonia-Chamber-Orchestra oder dem Ensemble Modern.
Hussong ist Professor für Akkordeon und Kammermusik an der Hochschule für Musik Würzburg.

## Diskographie(Auswahl)
- 1987 Bach: Goldbergvariations -- Sweelinck: Fantasia.
- 1989 Neue Musik für Akkordeon. S. Gubajdulina, V. Heyn, K. Huber, J. Krebs.
- 1992 John Cage.
- 1992/93 Sofia Gubajdulina.
- 1993 Adriana Hölszky, Space, Miserere, Decorum, Nouns to Nouns I, Innere Welten, Sonett.
- 1993 Uros Rojko – Ensemble Aventure & Stefan Hussong, Whose Song, Tati, Ottoki, Glass voices.
- 1994 Johann Sebastian Bach: English Suites.
- 1995 Tango Fantasy.
- 1996 Toshio Hosokawa-Portrait, Melodia, Sen V, In die Tiefe der Zeit, Vertical Time-study I,III.
- 1996  Stefan Hussong plays Johann Sebastian Bach.
- 1997 In die Tiefe der Zeit.
- 1997 Whose Song. Accordionmusic of the 20th. Century. T. Hosokawa, M. Lindberg, U. Rojko, J. Cage, A. Hölszky, I. Stravinsky.
- 1997 Revolucionario Tangos by and for Astor Piazzolla.
- 1997 DREAM Stefan Hussong plays CAGE.
- 1999 Stefan Hussong plays Frescobaldi.
- 1999 Uros Rojko Chamber Music.
- 2000 T'W'ogether. Stefan Hussong und Mie Miki spielen  Bach, Piazzolla, Mozart, Jukka Tiensuu, Solar, Takemitsu.
- 2002 Sonora Distancia.
- 2002 J. S. Bach: 3 Sonatas for Viola da Gamba and keyboard BWV 1027-1029
- 2002 High Way for One.  A. Hölszky, L. Berio, K. Harada, A. Nordheim, S. Gubajdulina, H.K. Lim.
- 2002 Anarchic Harmonies.  Girolamo Frescobaldi (Canzoni per Basso), John Cage (Harmonies).
- 2003 Karlheinz Stockhausen Tierkreis – 12 Melodien der Sternzeichen (Wergo, mit Michael Riessler, Mike Svoboda, Wolfgang Fernow, Scott Roller, Michael Kiedaisch)
- 2004 Toshio Hosokawa | Gagaku - deep silence.
- 2005 Johann Sebastian Bach, Adriana Hölsky Wolke und Mond